# Municipio de Cherry Grove (Míchigan)
El municipio de Cherry Grove (en inglés, Cherry Grove Township) es un municipio del condado de Wexford, Míchigan, Estados Unidos. Tiene una población estimada, a mediados de 2021, de 2440 habitantes.

## Geografía
Está ubicado en las coordenadas 44°12′46″N 85°31′39″O / 44.21278, -85.52750 (44.212916, -85.527366). Según la Oficina del Censo de los Estados Unidos, el municipio tiene una superficie total de 93.84 km², de la cual 86.47 km² corresponden a tierra firme y 7.37 km² son agua.

## Demografía
Según el censo de 2020, en ese momento había 2421 personas residiendo en la zona. La densidad de población era de 28.00 hab./km². El 93.56% de los habitantes eran blancos, el 0.62% eran afroamericanos, el 0.33% eran amerindios, el 0.62% eran asiáticos, el 0.25% eran de otras razas y el 4.63% eran de una mezcla de razas. Del total de la población el 1.90% eran hispanos o latinos de cualquier raza.